# SCR-300
Le SCR-300 est un émetteur-récepteur radio portable créé par Motorola en 1940 pour l'US Army et utilisé par le Signal Corps Radio. Ce système est le premier commercialisé à prendre le nom de Talkie-walkie.

## Histoire

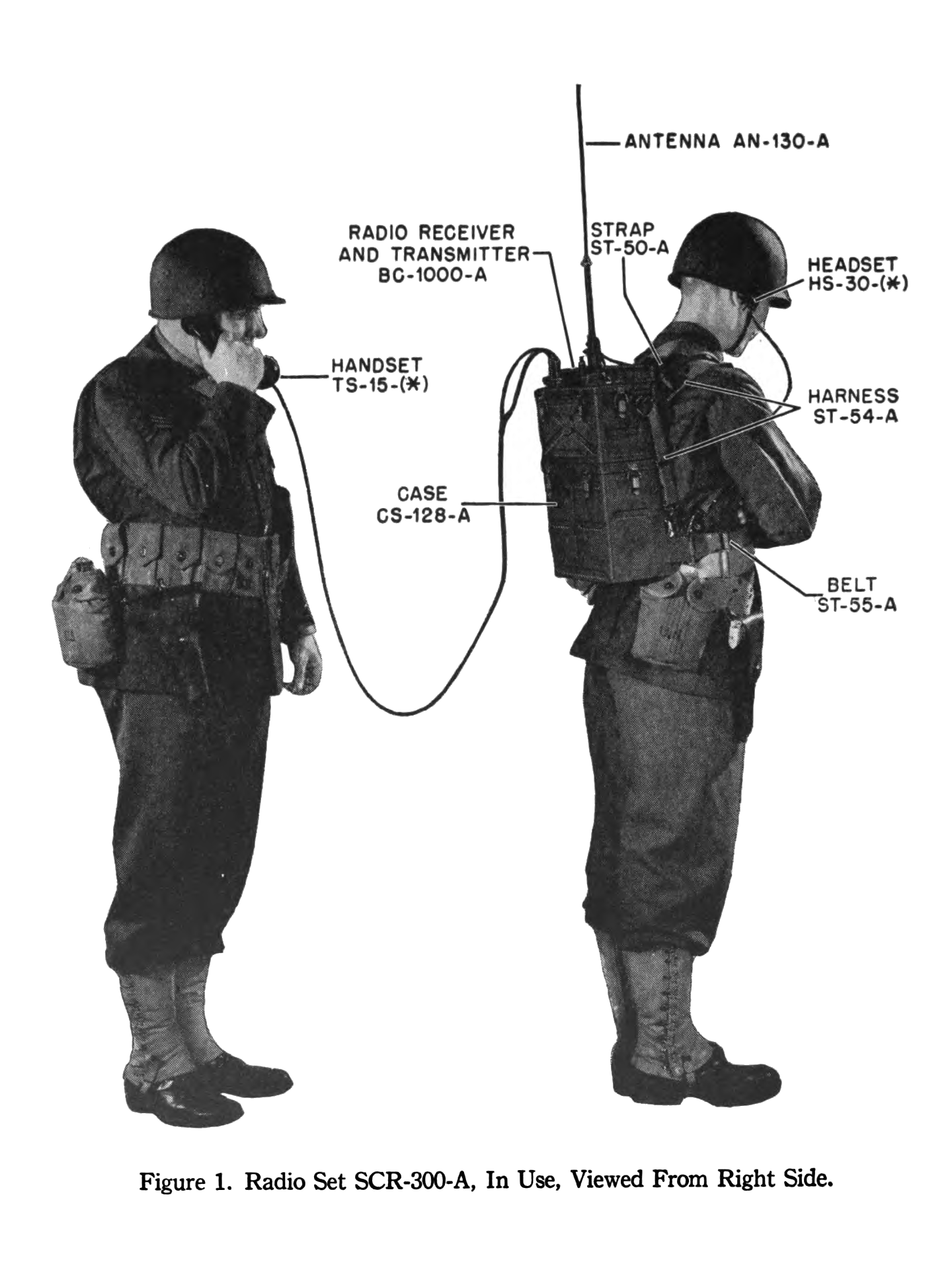
Un système SCR-300-A du Signal Corps Radio.

En 1940, Motorola (à l'époque Galvin Manufacturing Company) reçoit un contrat du Département de la Guerre des États-Unis pour développer un récepteur/émetteur de radio portable à batterie pour utilisation sur le terrain par des unités d'infanterie. L'équipe d'ingénierie du projet est notamment composée de Daniel E. Noble (en), qui est responsable de la modulation de fréquence, Henryk Magnuski qui est le principal ingénieur RF (en), Marion Bond, Lloyd Morris et Bill Vogel. Le SCR-300 fonctionne sur une plage de fréquences de 40,0 à 48,0 MHz et plusieurs canaux. Le SCR-300 avec les radios FM et d'artillerie mobiles comme le SCR-508 (en) (20,0 à 27,9 MHz) et le SCR-608 (27,0 à 38,9 MHz), marque le début de la transition de la basse HF AM/CW à la basse VHF pour la Combat-net radio (en). Les essais finaux se déroulent à Fort Knox dans le Kentucky. Les performances du SCR-300 au cours de ces essais démontrent sa capacité à communiquer à travers les interférences et la qualité robuste de sa conception. Motorola produit près de 50 000 unités SCR-300 au cours de la Seconde Guerre mondiale,.
Le SCR-300 connaît une très forte utilisation lors de la bataille de Normandie et de la campagne d'Italie. C'est également un « équipement clé » qui participe à dissiper la confusion lors de la bataille des Ardennes. Les Britanniques adoptent la conception du SCR-300 pour leur propre usage à partir de 1947 comme le « Wireless Set No. 31 »,.